# 社会文化功労賞
社会文化功労賞（しゃかいぶんかこうろうしょう）は、日本文化振興会が授与する賞のひとつ。日本政府又は日本国内の自治体が関与する賞ではない。
受賞者には、日本文化振興会から「菊華勲章」というものを併せて授与されることがあり、また日本文化振興会の関連がある国際学士院大学の卒業生・修了生と重なる部分も多い。近年ではディプロマミルによる学位取得者も受賞している。治療家やセラピスト業界、エステ業界に受賞者が多いのが特徴であるが、学術など他の業界・分野で実績がある者も含まれている。
旧皇族が関係することからも民間団体としては有数の規模と歴史を誇るものであり、国内的にも国際的にもその専門とする分野での活動と業績が極めて顕著であると認めた者に対し、毎年前期と後期に分けて審査・選考を実施している。

## 受賞者
- 大塚健一（「健笑友の輪グループ」会長、「全国無憂扇友の輪」創設者、大分県出身の整体師）
- デューク更家（「ウォーキングドクター」）
- 七田眞（教育研究家）
- 長谷川一幸（極真会館）
- 鈴木留蔵（丸留建設株式会社社長、日本国際ギデオン協会元全国会長）
- 藤岡リナ（藤岡リナ鑑定事務所、開運アドバイザー）
- 直居由美里（同上）
- 左能典代（作家、中国茶研究家）
- 岡本羽加（鍼灸・マッサージ師、株式会社さらさら堂代表）
- 伊藤修（レーザー療法の権威）
- 大滝保 (横浜催眠心理オフィス・横浜気功院・心理療法士)
- 川村明宏 (新日本速読研究会　ジョイント式速読術)
- 松尾幸造 (シェ松尾　フランス料理)
- 山野愛子（山野短大学長）
- 高賀富士子（資生堂顧問）
- 高崎直道（鶴見大学総長）
- 一松信（京都大学名誉教授）
- 西本誠一郎（株式会社シェルター代表取締役）
- 河野智子（元シーボン．美容部長）